# Mentore Maltoni
Mentore Maltoni (Ancona, 1894 – Ancona, 1956) è stato uno scultore italiano.

## Biografia
Importante scultore e pittore marchigiano della prima metà del Novecento, studiò a Urbino e in seguito fu attivo anche a Milano e a Roma.; alcune tra le sue opere sono esposte nella Galleria d'Arte Moderna della Pinacoteca civica Francesco Podesti di Ancona. Allievo di Domenico Jollo al Regio Istituto di Belle Arti di Urbino, ha lasciato opere pubbliche a Rimini, Senigallia, Corinaldo, Ancona.

Monumento ai Caduti, Corinaldo (Ancona)

Nacque nel Borghetto di Ancona, quartiere che fu spianato dalle ruspe nel 1983 perché il monte continuava a franare verso il mare. La sua famiglia era della più genuina tradizione anarchico-socialista e proveniva dalla Romagna, esattamente dalla Terra del Sole in provincia di Forlì, dove suo nonno, Tommaso Maltoni, aveva contribuito nell'agosto del 1849 a mettere in salvo Giuseppe Garibaldi, braccato dagli austriaci, trasportandolo a Terra del Sole, all'epoca Granducato di Toscana. Il fratello di Mentore, Giulio Maltoni, antifascista e internazionalista, più volte subì le violenze del regime fascista e fu mandato al confino a Lampedusa. Mentore, grazie a una borsa di studio (lascito Sabini) poté studiare all'Istituto di Urbino dove divenne l'allievo prediletto di Domenico Jollo, maestro scultore di scuola napoletana. Fu chiamato alle armi nella Prima Guerra Mondiale e fu fatto prigioniero dopo la disfatta di Caporetto del 1917.
Negli anni giovanili restaurò e decorò la chiesetta di Montefiore Conca. Negli anni venti, Maltoni è forse lo scultore che più efficacemente rappresenta la "scuola napoletana". Un verismo che gli consente di cogliere l'espressione di pescatori e scugnizzi e che egli traduce efficacemente su moduli classici ed ellenistici. Opere come l'arengario della Casa del mutilato ad Ancona, statue e bassorilievi commemorativi dei Caduti in guerra rivelano nella loro semplicità di linea l'appartenenza al nuovo neoclassicismo.
Improntati al Verismo di Vincenzo Gemito sono i diversi ritratti in gesso o fusi in bronzo che sono rimasti in alcune collezioni private e nella Pinacoteca di Ancona (quali "Testa di bimbo", 1920, e lo splendido "Autoritratto, 1950"). In particolare i bellissimi ritratti infantili come la testina di "Bambino che ride" del 1936 e Laura Belli a 4 anni. Mentore Maltoni collaborò nel dopoguerra anche alla ricostruzione di Ancona: restaurò con Vittorio Morelli i rilievi della Loggia dei Mercanti e gli elementi della Fontana dei Cavalli e poi ricostruì ex novo la statua di Sant'Antonino nella Chiesa di San Domenico. Il critico Giorgio Umani lo definì "artista di gran classe".
In occasione della sua scomparsa, scrisse di lui il giornalista e scrittore Norberto Mancini: "Un artista che nelle opere manifesta il suo mondo spirituale fatto di sincera bontà e di melanconia velata di umana dolcezza. Un interprete efficacissimo della vita propria e di quella degli altri: in particolar modo dell'umile gente. Un esempio raro di fede nei puri valori dello spirito e di coerenza ai canoni eterni dell'arte. Ecco Mentore Maltoni uno sculture modesto e grande, silenzioso e fattivo, scomparso immaturamente dalle miserie della nostra esistenza".

## Opere principali
Ritratti in gesso e fusi in bronzo

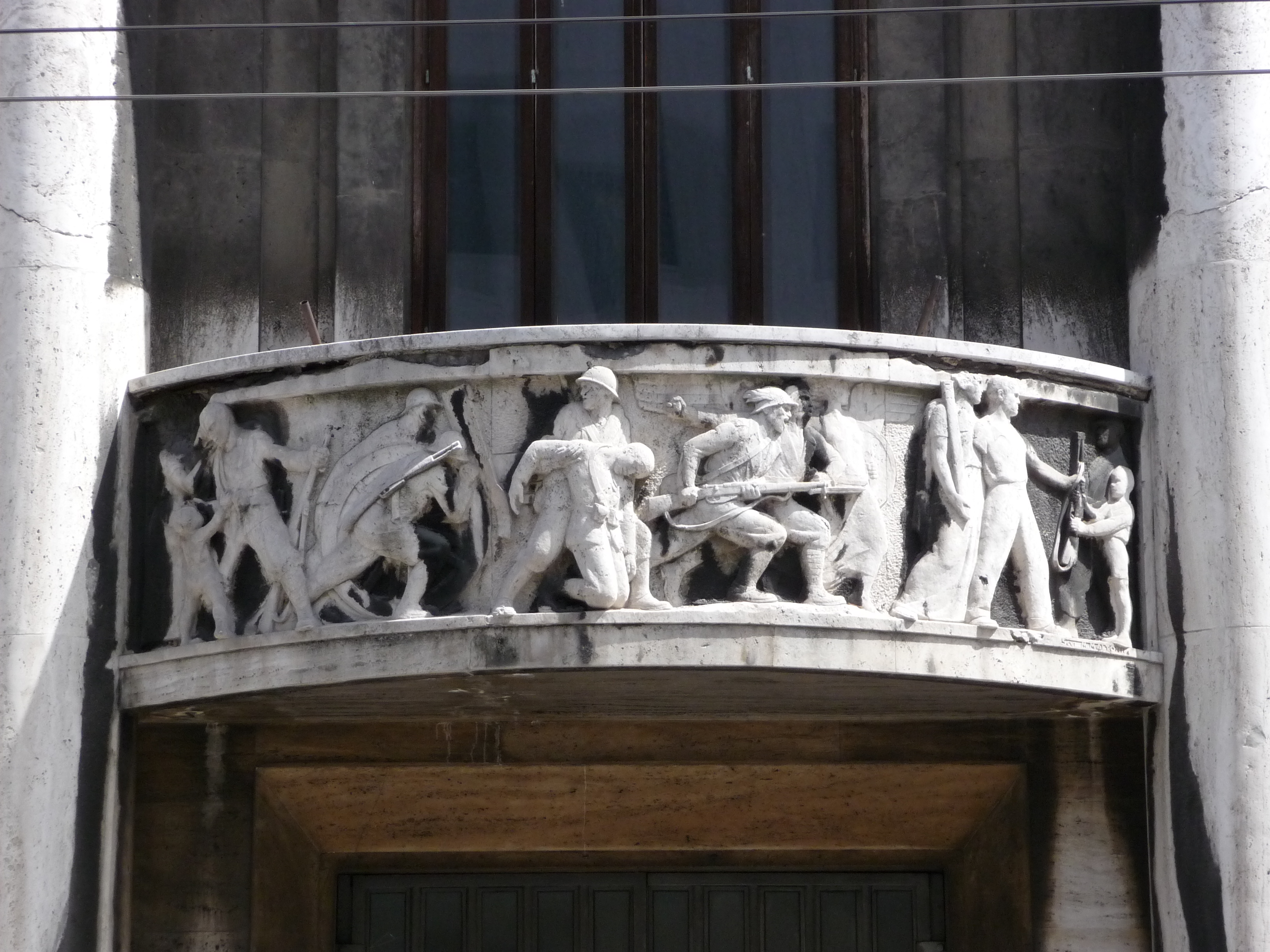
Ancona: Palazzo del Mutilato (arch. Eusebio Petetti) - Particolare dell'arengario con il rilievo di Maltoni

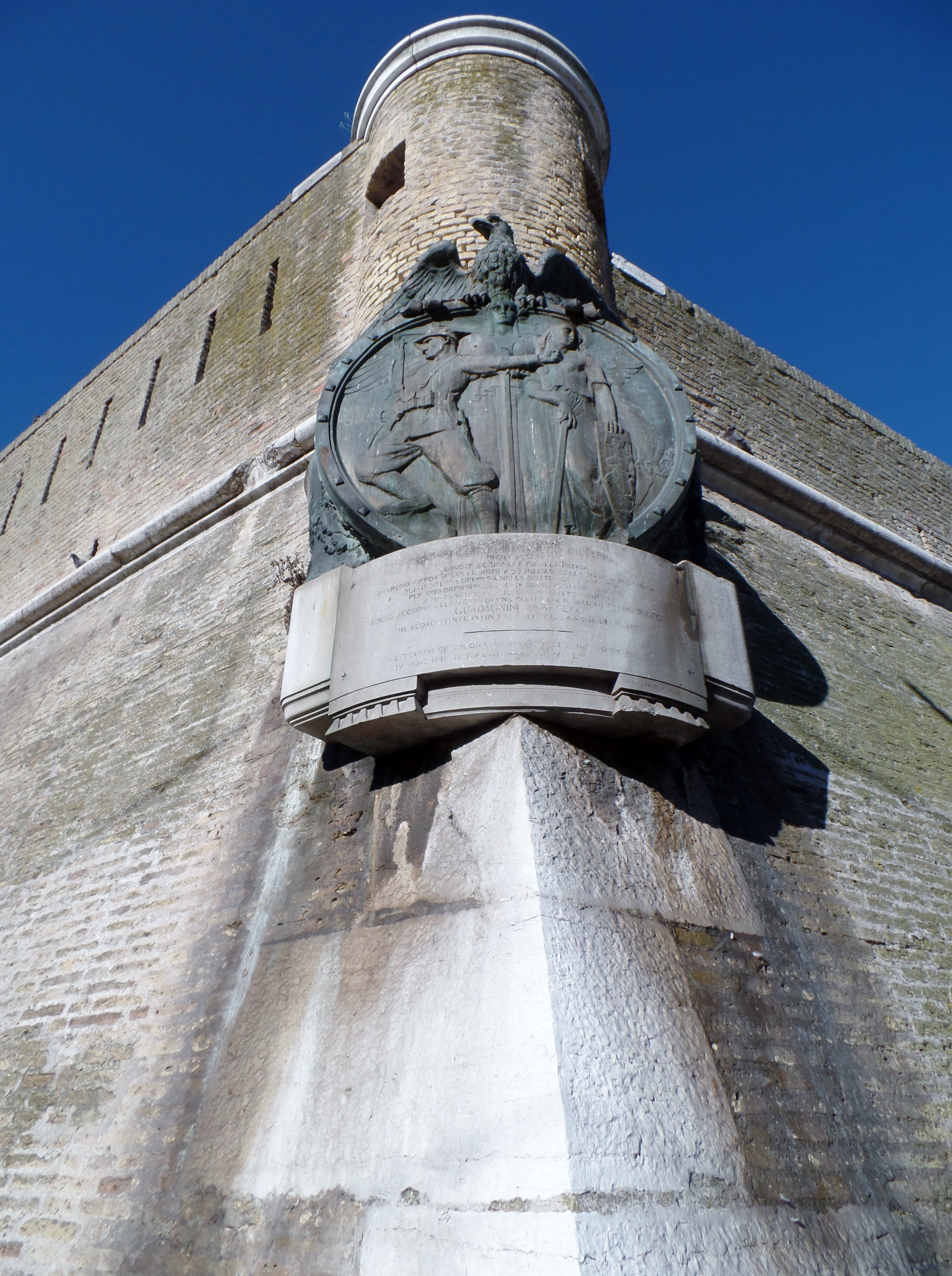
Lazzaretto di Ancona: targa e bassorilevo a ricordo dell'Incursione austriaca ad Ancona

- Autoritratto, 1950 circa, bronzo, Civica Pinacoteca Podesti, Ancona
- Ritratto di bambino, 1920, bronzo, Civica Pinacoteca Podesti, Ancona
- Gino Maltoni a tre anni, 1929, gesso, coll. Maltoni, Ancona
- Ritratto di bambino che ride, 1936, gesso, coll. Maltoni, Ancona
- Pescatorello, s.d., gesso patinato, coll. Maltoni, Ancona
- Ritratto di vecchio emaciato, s.d., bronzo, proprietà Camera di Commercio di Ancona, coll. Museo Cassero
- Ritratto di Laura Belli a quattro anni, s.d., gesso patinato, coll. Maltoni, Ancona
- Ritratto di Melchiorri, s.d., gesso, coll. Maltoni, Ancona
- Ritratto di Crociani, s.d., gesso, coll. Maltoni, Ancona
- Ritratto maschile, 1939, gesso patinato, coll. Cassero per la Scultura, Montevarchi
- Ritratto di Giorgio Umani, s.d., bronzo, coll. Umani, Roma
- Ritratto di Giorgio Umani, s.d., gesso patinato, coll. Maltoni, Ancona
- Ritratto di Ferroni, s.d., bronzo, coll. Giuliodori, Ancona
- Ritratto della sorella di Cagli, s.d, coll. Accademia Marchigiana di Scienze, Lettere e Arti, Ancona
- Busto di giovane nobildonna, 1942, gesso, Cassero per la Scultura, Montevarchi
- Busto di Cristo in pietà, s.d., gesso, coll. Cassero per la Scultura, Montevarchi
- Busto del chirurgo Lorenzo Cappelli, 1941, bronzo, Ospedale "Lorenzo Cappelli", Mercato Saraceno (Cesena)

Monumenti
- Monumento ai caduti del 1915-'18, Senigallia
- Lapide ai caduti anconetani, 1921, sede municipale di Ancona
- Monumento ai caduti, Rimini
- Arengario, Casa dei Mutilati di Ancona
- Monumento ai caduti di Corinaldo, 1954, Corinaldo (Ancona)
- Medaglione in bronzo, 1926, Lazzaretto di Ancona

Altro
- Autoritratto, s.d., olio su tavola, coll. Maltoni, Ancona
- Ritratto del padre, s.d., olio su tavola, coll. Maltoni, Ancona